# 성환역
성환역(成歡驛, Seonghwan station)은 충청남도 천안시 서북구 성환읍 성환리에 있는 경부선의 철도역이다. 일부 무궁화호 열차와 모든 수도권 전철 1호선 열차가 정차한다.
조선시대 교통로인 성환도(成歡道)의 중심역 성환역(成歡驛)과 동일한 명칭을 쓴다.

## 개요
부역명은 남서울대(南서울大)로, 인근에 남서울대학교가 있다. 전에는 완행열차였던 비둘기호·통일호만 정차하던 소규모 역이었으나, 지금은 무궁화호와 누리로가 정차하는 보통역이며, 2005년 1월 20일부터 수도권 전철이 연장 개통, 정차한다. 이 역의 북서쪽에서 분기하여 고가를 따라 북동쪽(학정리)으로 가는 단선 비전철화 철도가 있는데, 이는 군 전용선으로 여객영업과 무관하다.

## 역사
경부선이 최초 개통했을 때, 통감부 철도관리국은 보통역장보다 조금 더 높은 직위의 인사를 성환역장으로 임명하고는 했는데, 이는 청일 전쟁 당시 일본군이 승전한 성환 전투의 격전지가 성환역 일대였기 때문이다.
- 1905년 1월 1일 : 보통역으로 영업 개시
- 1992년 6월 10일 : 소화물 취급 중지
- 1992년 12월 14일 : 군전용선 부설
- 2001년 6월 1일: 특정통일호 승차권 발매 중단, 장항선 전 통일호 열차 전산화
- 2003년 11월 6일 : 현재의 역사 신축
- 2005년 1월 20일 : 수도권 전철 운행 개시
- 2006년 9월 1일 : 부역명으로 '남서울대' 제정
- 2008년 12월 15일 : 장항선 (천안~신창간) 복선 전철화 개통으로 2009년 6월 1일 (서울~신창간) 누리로 운행 개시
- 2010년 1월 21일: 당정역 개업으로 1호선 역번호가 P165번에서 P166번으로 변경
- 2010년 9월 1일 : 화물 취급 중지[3]
- 2017년(추정): 철도승차권 단말기 철거
- 2020년 3월 2일 : 호남선 누리로 운행 중지

## 열차 정보
이 역은 주중에 정차하는 무궁화호와 주말에 정차하는 무궁화호가 다르니 주의해야 한다.

주중
상행: 1426(광주발 용산행), 1512(여수엑스포발 용산행)
하행: 1311(서울발 대전행), 1313(서울발 대전행)

주말
상행: 1302(동대구발 서울행), 1316(대전발 서울행), 1426(광주발 용산행), 1512(여수엑스포발 용산행)
하행: 1401(용산발 목포행), 1421(용산발 광주행), 1301(서울발 동대구행)

## 역 구조
4면 6선의 승강장이다. 현재 스크린도어가 설치되어 있다. 출구는 2개이다.

### 승강장
| ↑평택                           |
| ８７ \| ６５ \| ４３ \| ２１ \| |
| 직산(1호선)↓/천안(경부선)↓      |

| 1·2 | 경부선 | ● 수도권 전철 1호선 | 두정 · 천안 · 아산 · 신창 방면                 |
| 3·4 | 경부선 | 무궁화호            | 대전 · 부산 · 목포 · 광주 · 여수엑스포 방면    |
| 5·6 | 경부선 | 무궁화호            | 평택 · 수원 · 안양 · 영등포 · 용산 · 서울 방면 |
| 7·8 | 경부선 | ● 수도권 전철 1호선 | 평택 · 수원 · 서울역 · 광운대 방면             |

## 부역명 입찰
2006년 6월에 부기역명 입찰에서 남서울대학교가 3년간 부기역명을 사용하는 조건으로 사용료를 3500만원을 지불하여 입찰하였다.

## 승차량 변동

### 수도권 전철
| 노선   | 승차 인원 | 승차 인원 | 승차 인원 | 승차 인원 | 승차 인원 | 승차 인원 | 승차 인원 | 승차 인원 | 승차 인원 | 승차 인원 | 승차 인원 | 승차 인원 | 승차 인원 | 승차 인원 | 승차 인원 | 승차 인원 | 승차 인원 | 승차 인원 | 주 석 |
| 노선   | 2005년    | 2006년    | 2007년    | 2008년    | 2009년    | 2010년    | 2011년    | 2012년    | 2013년    | 2014년    | 2015년    | 2016년    | 2017년    | 2018년    | 2019년    | 2020년    | 2021년    | 2022년    | 주 석 |
| ------ | --------- | --------- | --------- | --------- | --------- | --------- | --------- | --------- | --------- | --------- | --------- | --------- | --------- | --------- | --------- | --------- | --------- | --------- | ----- |
| 경부선 | 3004      | 3430      | 3555      | 3893      | 4234      | 4512      | 4931      | 4918      | 5016      | 5732      | 5104      | 4938      | 4925      | 4841      | 4807      | 2807      | 3141      | 4332      | [ 5 ] |

### 일반열차
| 연도와 승하차 | 연도와 승하차 | 이용 인원 | 이용 인원 | 이용 인원 | 이용 인원 | 이용 인원 | 이용 인원 | 이용 인원 |
| 연도와 승하차 | 연도와 승하차 | KTX       | 산천      | 새마을    | 무궁화    | 누리      | 청춘      | 총계      |
| ------------- | ------------- | --------- | --------- | --------- | --------- | --------- | --------- | --------- |
| 2013년        | 승차          | 미정차    | 미정차    | 미정차    | 37691     | 36718     | 미정차    | 74409     |
| 2013년        | 하차          | 미정차    | 미정차    | 미정차    | 34336     | 46333     | 미정차    | 80669     |

## 사진

### 승강장

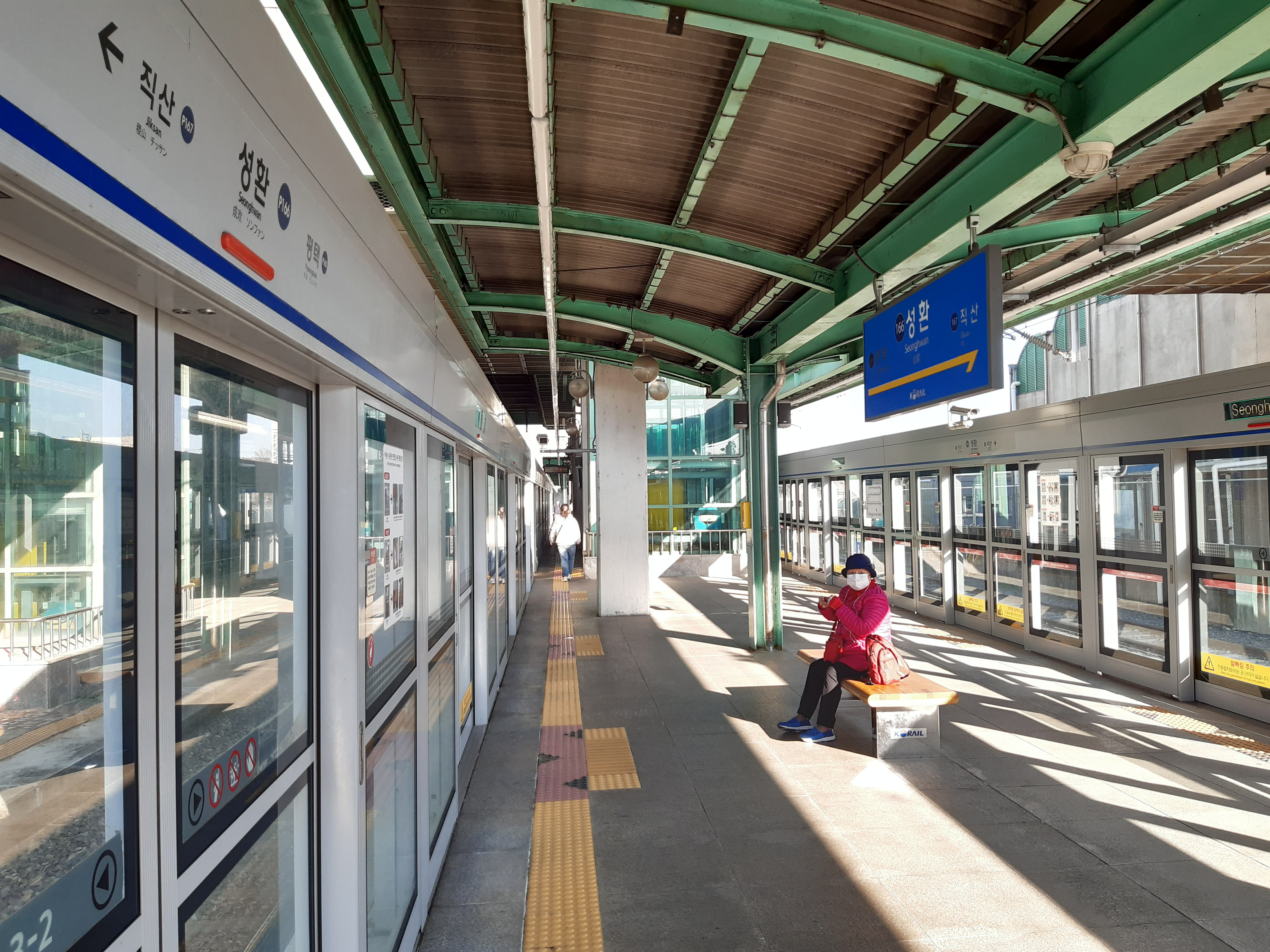
2021년 11월
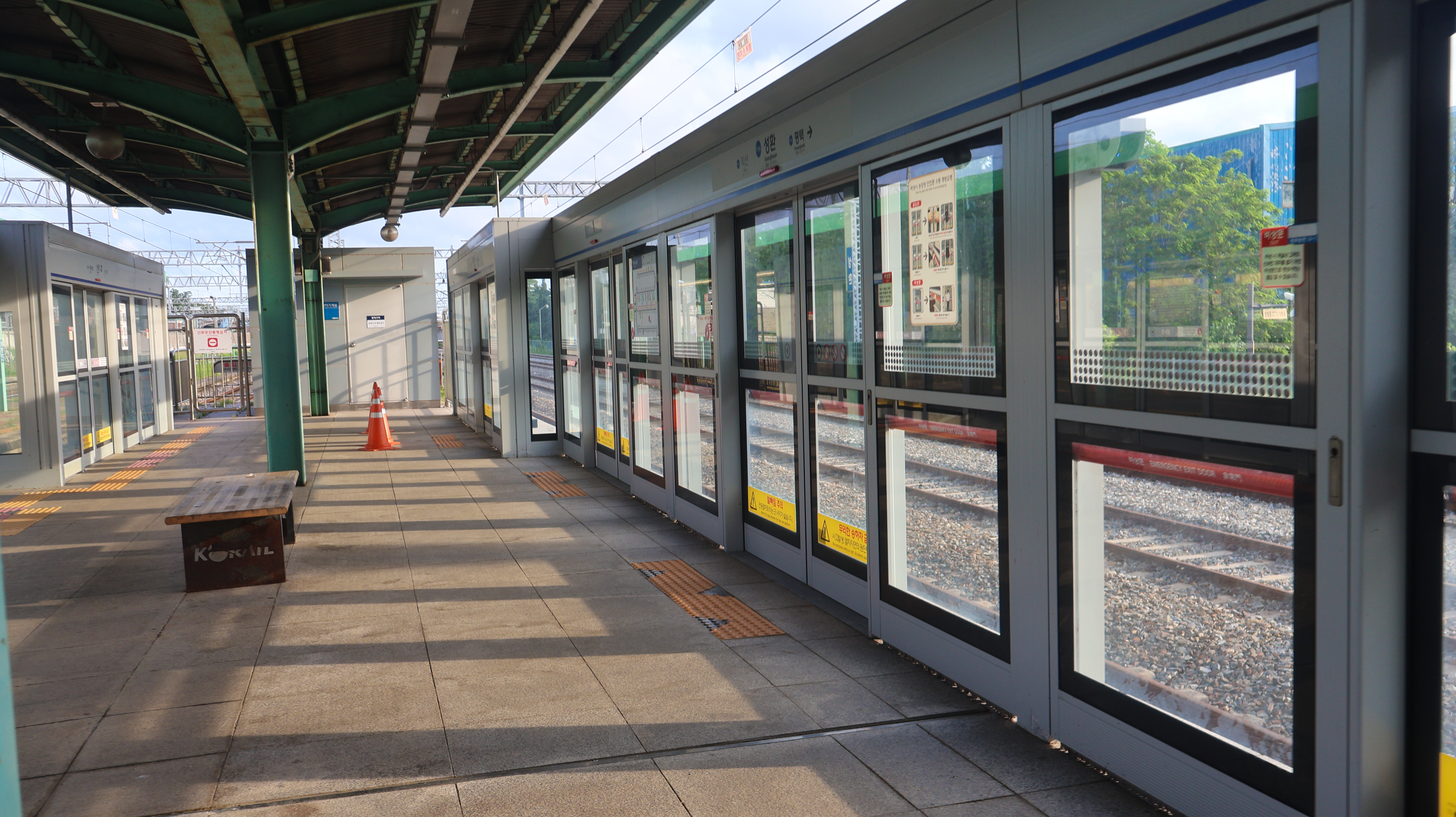
2024년 7월
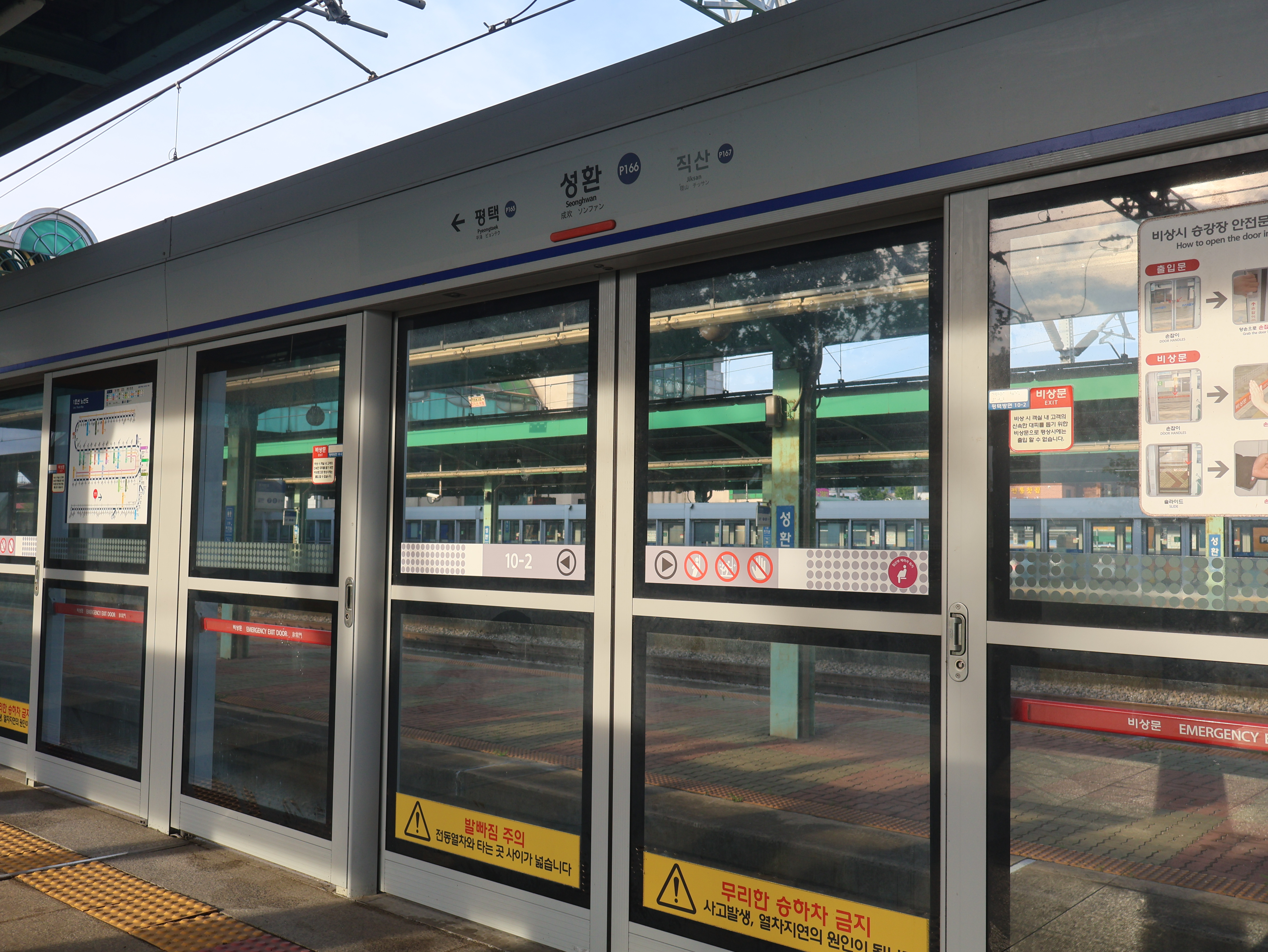
스크린도어 (2024년 7월)
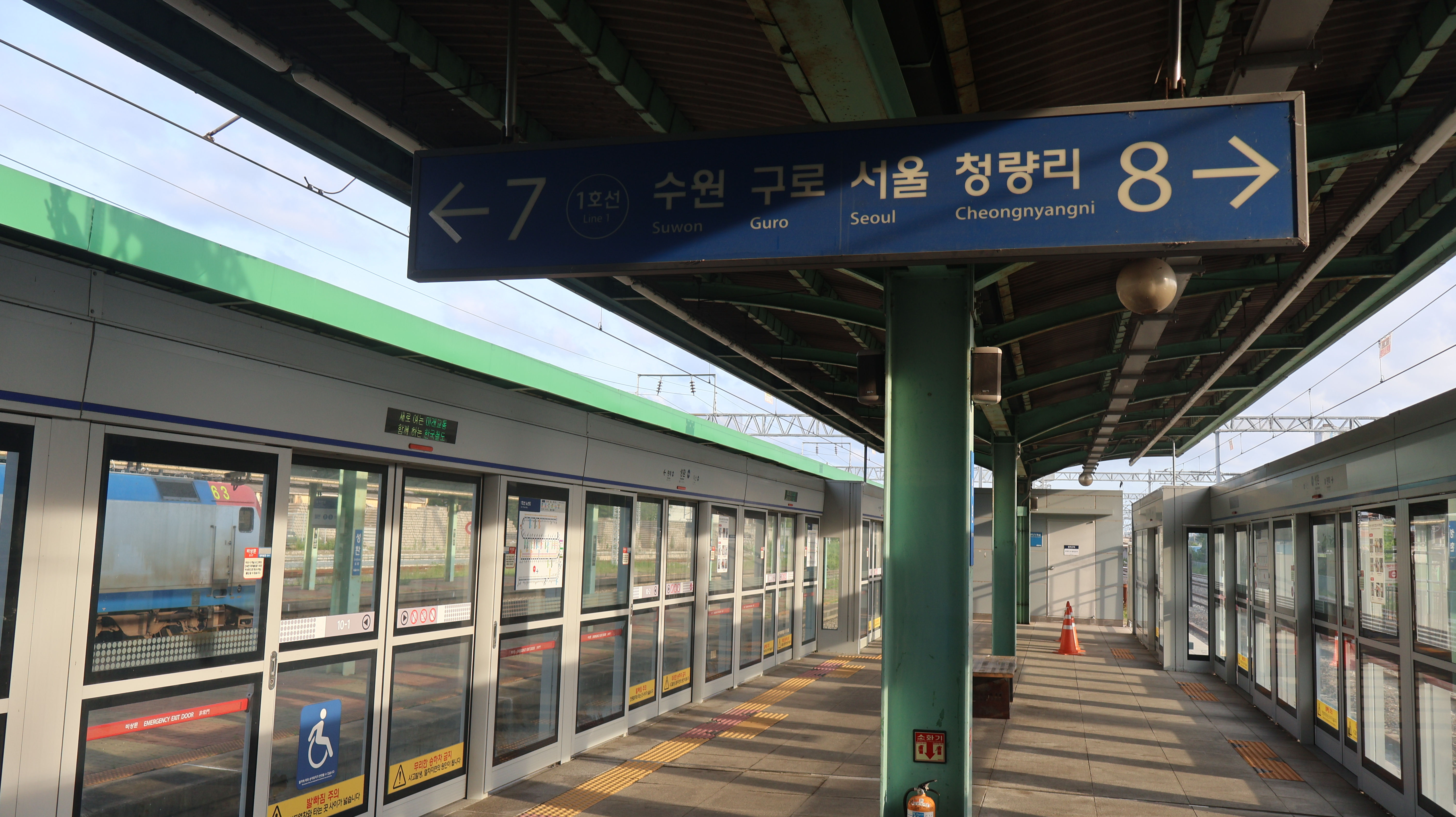
2024년 7월
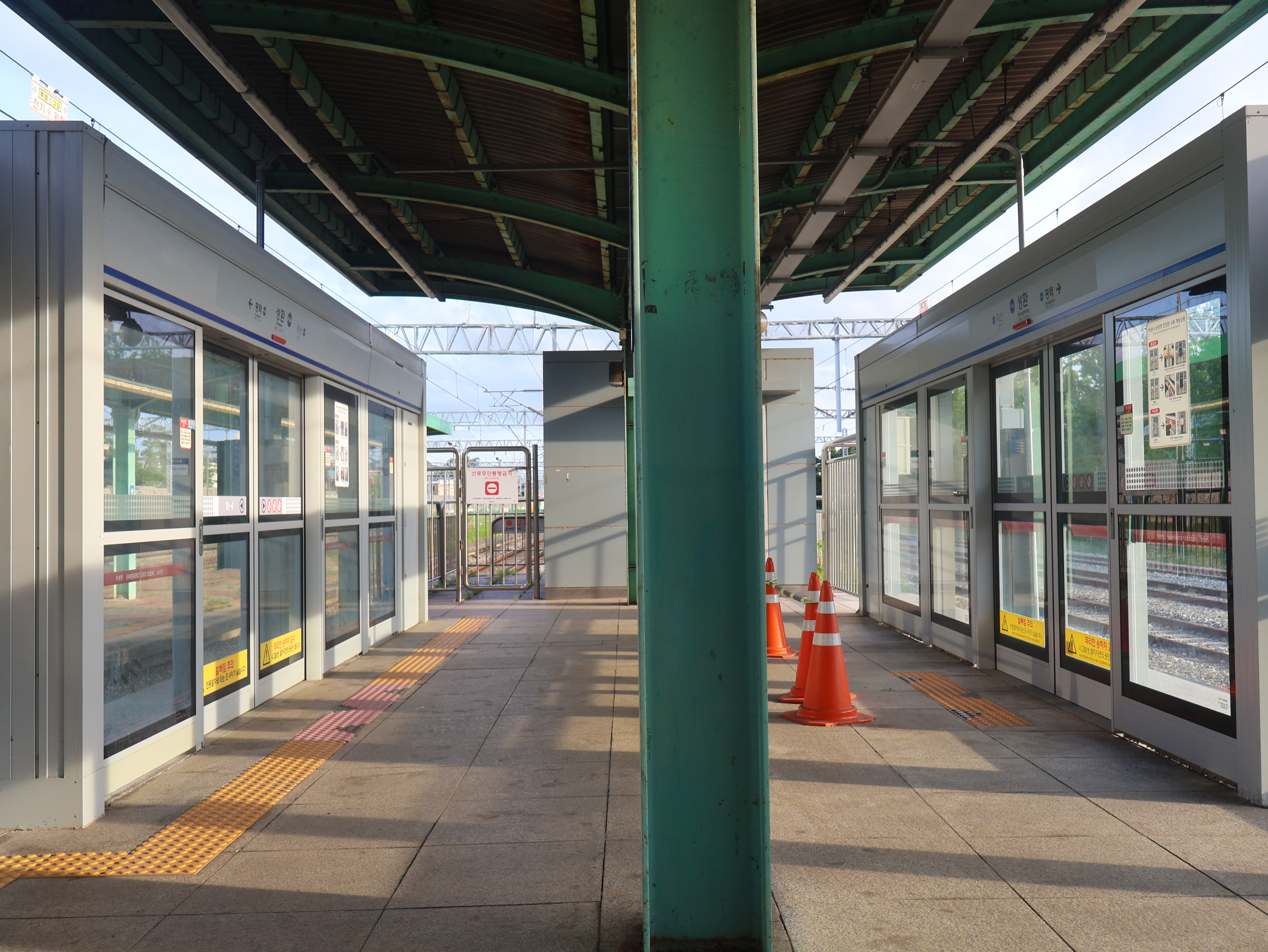
2024년 7월

### 출구

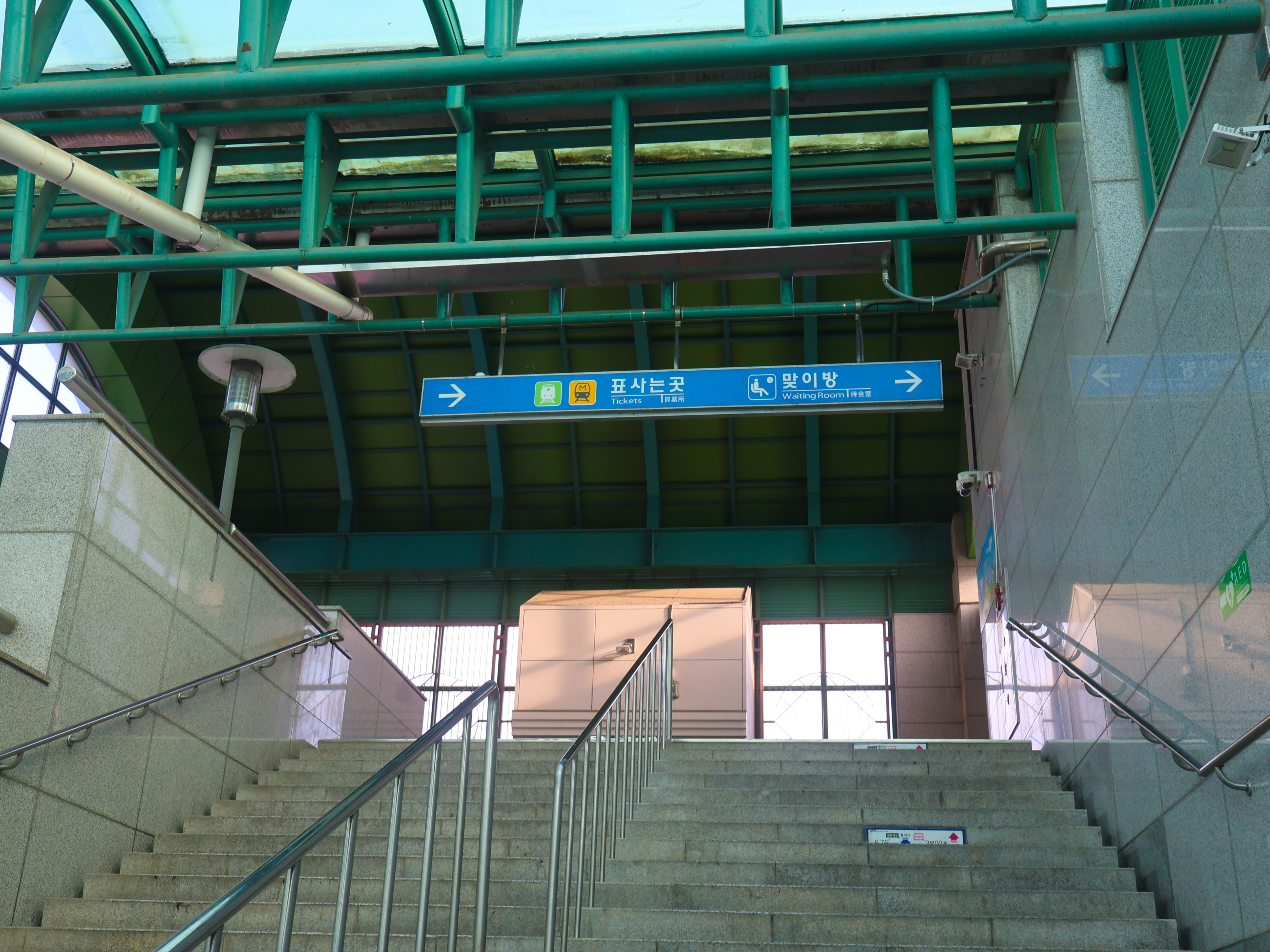
계단 (2024년 7월)

### 주차장

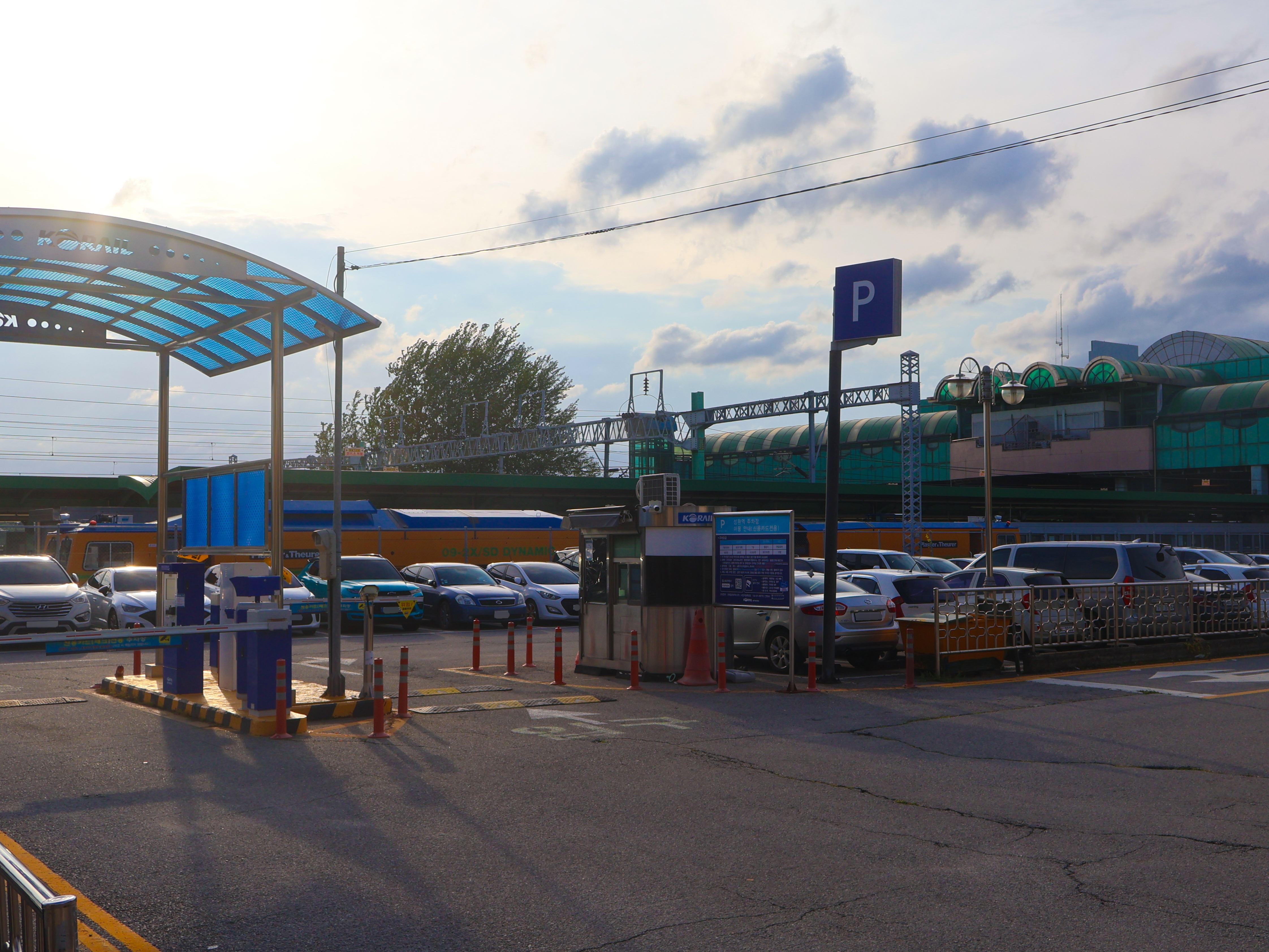
주차장 (2024년 7월)
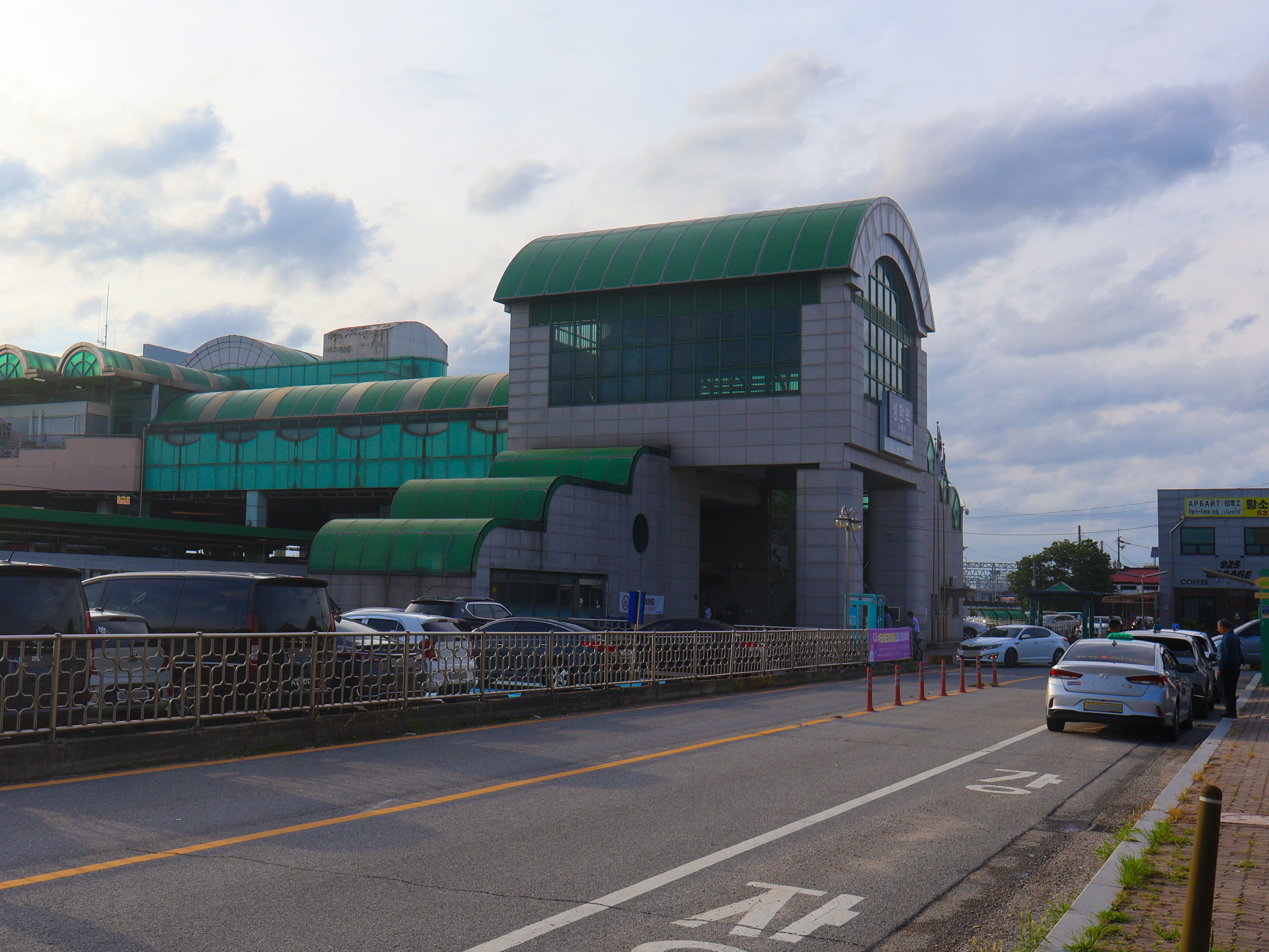
택시승강장 (2024년 7월)

출구 앞, 택시승강장과 주차장이 있다.

## 인접한 역
| 무궁화호                     | 무궁화호                          | 무궁화호                            |
| ---------------------------- | --------------------------------- | ----------------------------------- |
| 평택 서울 방면 용산 방면     | 무궁화호 경부선 호남선·전라선     | 천안 부산 방면 광주·여수엑스포 방면 |
| 광역전철 (경부선)            |                                   |                                     |
| P165 평택 광운대 방면        | ● 수도권 전철 1호선 경부선 완행   | P167 직산 신창 방면                 |
| P165 평택 청량리 (지하) 방면 | ● 수도권 전철 1호선 경부선 급행 A | P168 두정 신창 방면                 |
| P165 평택 서울역 (지상) 방면 | ● 수도권 전철 1호선 경부선 급행 B | P168 두정 천안 방면                 |